# Perinon
Perinon je vrsta organskih spojeva. Osnovni kemijski spoj ima dva izomera, od kojih je svaki korisni pigment. Priprema se iz naftalenetrakarboksilnog dihidrida kondenzacijom s o-fenilendiaminom. Dva izomera perinona korisni su pigmenti. Transizomer se naziva narančasti pigment 43 ("PO43", CID 78141 od PubChema), a cisizomer se naziva crveni pigment 194 ("PR194", CID 77892 iz PubChema). Poput nekih strukturno povezanih spojeva, perinon je također organski poluvodič.

## Perinonski pigmenti
Perinonski pigmenti strukturno su slični perilenskim pigmentima. I to su kiselinski diimidi, ali kao kiselina služi naftalen-1,4,5,8-tetrakarboksilna kiselina. Poznata su dva izomerna perinonska pigmenta, to jest cisizomer i transizomer perinona. Boljih je svojstava i poznatiji transizomer, perinonski narančasti pigment (C.I. PO 43, 71 105), koji posjeduje izvanredna svojstva: jaku i briljantnu boju i vrlo dobru postojanost na svjetlu, prema toplini, atmosferilijama i otapalima. Zbog toga je vrlo prikladan za bojenje svih vrsta plastičnih masa, a upotrebljava se i za pigmentiranje lakova, kao pigment za sintetska vlakna i slično. Cisizomer, perinonski crveni pigment (C.I. PO 194), iako izvanredne postojanosti na svjetlu i prema atmosferilijama, manje je cijenjen zbog svoje ponešto tmurne boje i slabije otpornosti prema otapalima. 

### Organski obojeni pigmenti
Za razliku od anorganskih pigmenata, koji su poznati od davnine, organski su se pigmenti u posljednjih stotinjak godina veoma razvili, zahvaljujući velikim dostignućima kemije sintetskih materijala, te razvoju grafičke industrije i sve većoj upotrebi raznobojnog tiska. Organski su pigmenti, kao i bojila, obojene čvrste tvari, koje se prema svom sastavu ubrajaju u organske spojeve. Međutim, od bojila se bitno razlikuju po tome što su praktički netopljivi u mediju u kojemu se primjenjuju, pa se upotrebljavaju u obliku sitne suspenzije. 
U usporedbi s anorganskim pigmentima, u organskim je pigmentima šira paleta boja i veći izbor prijelaznih nijansi, veća jakost i svjetloća boje, čišći ton, izdašniji su i veće gustoće. Organski pigmenti nisu toliko postojani na povišenim temperaturama, zbog topljivosti, iako slabe, neotporni su prema organskim otapalima, a osim toga, mnogo su skuplji od anorganskih pigmenata. Njihova je pokrivna moć slabija od moći pokrivanja anorganskih pigmenata, ali su stoga prozirni (transparentni), što je njihova posebna odlika, osobito cijenjena u tiskarstvu. To se ogleda i u pregledu njihove potrošnje: 45% organskih pigmenata troši se za pripravu tiskarskih boja, 36% za pigmentiranje sredstava za ličenje, 15% za bojenje sintetskih materijala, a ostatak od 4% u različite druge svrhe. 
Za razlikovanje velikog mnoštva sintetskih organskih pigmenata od velike je pomoći njihova podjela prema oznakama navedenim u međunarodno priznatom indeksu (eng. Colour Index). Oznaka se za svaki pojedini pigment sastoji od slova i brojaka, a opisuje vrstu tvari, boju, redni broj i pripadnost nekoj od grupa kemijskih spojeva. Tako na primjer, oznaka C.I. PR 177, 65 300 označuje da je to prema Colour Index (C.I.) pigment (P) crvene (R) boje, rednog broja 177, koji pripada grupi antrakinonskih (od 58 000 do 72 999) pigmenata. 
Organski su pigmenti sintetski spojevi koji se prema svojoj kemijskoj strukturi mogu višestruko razvrstati. Obično se razlikuju dvije glavne grupe organskih pigmenata: azo pigmenti i ostali organski pigmenti. Iako je zajedničko strukturno svojstvo druge grupe što su to policiklički spojevi s kondenziranim prstenima, ta grupa organskih pigmenata obuhvaća vrlo različite organske spojeve, od kojih su najvažniji ftalocijanini, dioksazini i karbonilni policiklički spojevi.